# Borís Grómov
Borís Vsévolodovich Grómov (n. en Sarátov, Unión Soviética) es un militar y político de nacionalidad rusa y soviética. Es considerado un Héroe de la Unión Soviética y uno de los más grandes estrategas de las Fuerzas Armadas Soviéticas durante su comandancia en la Guerra de Afganistán de 1978-1992. De 2000 a 2012, fue el Gobernador del Óblast de Moscú.

## Formación militar académica y carrera castrense
Borís Grómov nació en Sarátov en una familia de clase trabajadora. Su padre fue asesinado mientras luchaba contra los invasores nazis en el río Dniéper cuando Borís tenía apenas unos meses de edad.
En 1962, Borís Grómov se graduó de la Escuela Militar Suvórov en la ciudad de Kalinin (actualmente Tver). Después de que asistió a la Escuela Superior de Comando Combinado de Armas, en Leningrado (ahora San Petersburgo) y en 1965 fue comisionado en el Ejército Soviético. Después de graduarse de la Academia Militar Frunze en 1972, pasó a una gran variedad de citas de mando y al personal que sirve en el norte de Turkmenistán y los distritos militares del Cáucaso. A medida que avanzaba a través de su carrera militar, Grómov recibió  los rangos de mayor, teniente coronel y coronel.

### Guerra de Afganistán
Durante la campaña soviética en Afganistán (1979-1989), Grómov realizó tres turnos de servicio. De 1980 a 1982, dirigió una división de infantería motorizada, que era una parte del 40.º Ejército (40th Army (Soviet Union)). A su regreso a la Unión Soviética, asistió a la Academia Militar Voroshílov del Estado Mayor General, donde se graduó en 1984 como un general de división.
En 1985-1986, fue el representante de las Fuerzas Armadas de la Unión Soviética en Afganistán.
En 1987, regresó a Afganistán Grómov como el Comandante del 40.º Ejército. Él recibió la más alta condecoración militar - la Estrella de Oro de Héroe de la Unión Soviética - "Operación Magistral" fue la operación para el desarrollo y la realización con éxito, se piensa que fue la acción más grande y de mayor éxito de las campañas de Afganistán. Se levantó el cerco de la ciudad de Jost, situada en el este de Afganistán en la frontera con Pakistán. Su principal objetivo era abrir la carretera de Gardez a Jost, que fue bloqueado por las fuerzas muyahidin, con el fin de entregar suministros a la población y las tropas del gobierno afgano en la ciudad sitiada.
De acuerdo con Borís Grómov, "el principal resultado de la operación llevada a cabo fue un levantamiento del bloqueo de meses de duración militar y económica de Jost. Al mismo tiempo, se frustran los planes de los líderes de la Alianza de los Siete Partidos (muyahidin) para romper el distrito de Jost, Afganistán, y lejos de crear un estado autónomo islámico en su territorio. "
En 1989, Borís Grómov llevó a la retirada de tropas soviéticas de Afganistán, que se completó en febrero de 1989. Él ideó un plan para el movimiento de tropas a través del túnel de Salang y la operación se completó sin pérdidas. Grómov admitió más tarde que durante la preparación para el retiro que no seguía las órdenes de la Sede de Moscú al fuego a los comandantes sobre el terreno. El mando soviético tenía un acuerdo no publicitado de neutralidad con estos comandantes durante la retirada. Grómov ordenó a sus tropas disparar contra los barrancos desocupados, con el fin de evitar cualquier derramamiento de sangre grave. Según su biografía oficial, Borís Grómov fue el último soldado soviético en abandonar Afganistán el 15 de febrero de 1989. Aunque, en una de sus últimas entrevistas, Grómov dijo que salió de Kabul, una semana antes de la retirada se completó.

### Opositor al golpe de Estado contra el gobierno soviético
En 1989, Borís Grómov recibió el rango de coronel general. Su próximo trabajo fue el de comandante del distrito militar de Kiev. En noviembre de 1990, fue nombrado primer ministro adjunto del Interior, cargo que ocupó hasta agosto de 1991.
En agosto de 1991, varios miembros del gobierno de la Unión Soviética hicieron un intento de tomar el control del país siendo Presidente de la URSS Mijaíl Gorbachov. Este grupo de línea dura de los miembros del Partido Comunista y el KGB, llamado GKChP (acrónimo del Comité Estatal del Estado de Emergencia), llevó tanques y tropas a Moscú para hacer cumplir sus órdenes.
Durante este acontecimiento histórico, conocido como el golpe de agosto, Borís Grómov fue ordenado por el GKChP para preparar a sus tropas internas para un ataque a la Casa Blanca de Moscú. Después de haber consultado el general Pável Grachov, Grómov se pronunció en contra del ataque. El golpe fracasó después de que el ejército se negara a atacar a los reformistas, encabezados por Borís Yeltsin y otros dirigentes políticos. Más tarde, Borís Grómov fue acusado de estar involucrado con la GKChP, aunque después se le ofreció una disculpa.

## Carrera política

### Candidato a la presidencia de Rusia
A raíz del golpe de Estado fallido, Grómov fue nombrado Comandante Primer Vicepresidente de las Fuerzas del Ejército Soviético (Comunidad de Estados Independientes más adelante).
Fue elegido como el candidato a la vicepresidencia por el Partido Comunista en las elecciones presidenciales de Rusia de 1991 (el candidato a la presidencia fue el ex primer ministro Nikolái Ryzhkov).
De 1992 a 1995, se desempeñó como Viceministro de Defensa de la Federación de Rusia. En 1994, la relación entre Borís Grómov y el ministro de Defensa, Pável Grachov se deterioró después de los comentarios públicos de Grómov contra el compromiso irreflexivo de las tropas en Chechenia, durante un intento de derrocar el régimen de Dzhojar Dudáyev. Grómov también denunció la "elección bárbara de los medios de guerra" que fue utilizado por el ejército ruso en Chechenia.
En diciembre de 1994, Borís Grómov, renunció a su cargo como viceministro de Defensa, en un primer momento el presidente Borís Yeltsin se negó a aceptar su renuncia, pero después de unos meses se firmó el documento. En agosto de 1995, Grómov fue trasladado al Ministerio de Relaciones Exteriores como su principal experto en asuntos militares. Ese mismo año Borís Grómov comenzó su actividad política pública y fue elegido a la Duma Estatal, la cámara baja del parlamento ruso.

### Grómov como gobernador
En enero de 2000, fue elegido Gobernador de la región de Moscú y reelegido en diciembre de 2003 y diciembre de 2007.
Mientras mantiene el cargo de gobernador, Borís Grómov ha participado en varios conflictos, ampliamente discutidos por los medios de comunicación. Uno de estos incidentes lo conectó a Alekséi Kuznetsov, quien estuvo involucrado en graves fraudes financieros. Debido a que Kuznetsov fue el ministro de Finanzas de la región de Moscú durante el gobierno de Grómov, Borís Grómov fue acusado por los medios de comunicación de conocer acerca de las operaciones de su subordinado y, sin embargo dejarlo salir del país. Grómov también fue criticado por su proyecto sobre la construcción de una autopista entre Moscú y San Petersburgo, que incluía un plan para cortar a través de una amplia zona de seis kilómetros de bosque. Los ecologistas consideran esta deforestación masiva injustificada.

## Vida personal
Borís Grómov se casó dos veces. Su primera esposa murió en un accidente aéreo. La viuda del piloto, que murió en el mismo accidente, se convirtió en la segunda esposa de Grómov. Tiene cinco hijos.